# Mallory (film)
Mallory je český časosběrný dokument z roku 2015 režisérky Heleny Třeštíkové.

## Příběh
Mallory prošla během života drogovou závislostí. Po porodu syna dostává chuť do života a z těžké závislosti se dostala. Žije ve vraku auta, mezitím byl její syn v dětském domově. Postupem času se její životní situace zlepší a začne studovat střední odbornou školu, konkrétně obor Sociální činnosti. K tomu, aby se na školu dostala, pomohl herec Jiří Bartoška, se kterým vedla v minulosti rozhovor, který jí dal odvahu žít dál. Následně svého syna získá do plné péče a najde si plnohodnotné bydlení. Začíná pracovat a pomáhat lidem, kteří jsou v podobné situaci, jako byla kdysi ona.

## Ocenění
- Český lev 2015
  - - Helena Třeštíková (Nejlepší dokumentární film)
- Ceny české filmové kritiky 2015
  - - Helena Třeštíková (Nejlepší dokumentární film)
- Mezinárodní filmový festival Karlovy Vary 2015
  - - Helena Třeštíková (Nejlepší dokumentární film nad 60 minut)

## Produkce
Za celé natáčení bylo natočeno více než 40 hodin materiálu. Vybrány byly 4 hodiny a z nich 100 minut do filmu.[zdroj⁠?!]

### Vydání
Film měl premiéru 23. července roku 2015 a na DVD byl uveden 28. září roku 2016.